# 福島市民家園

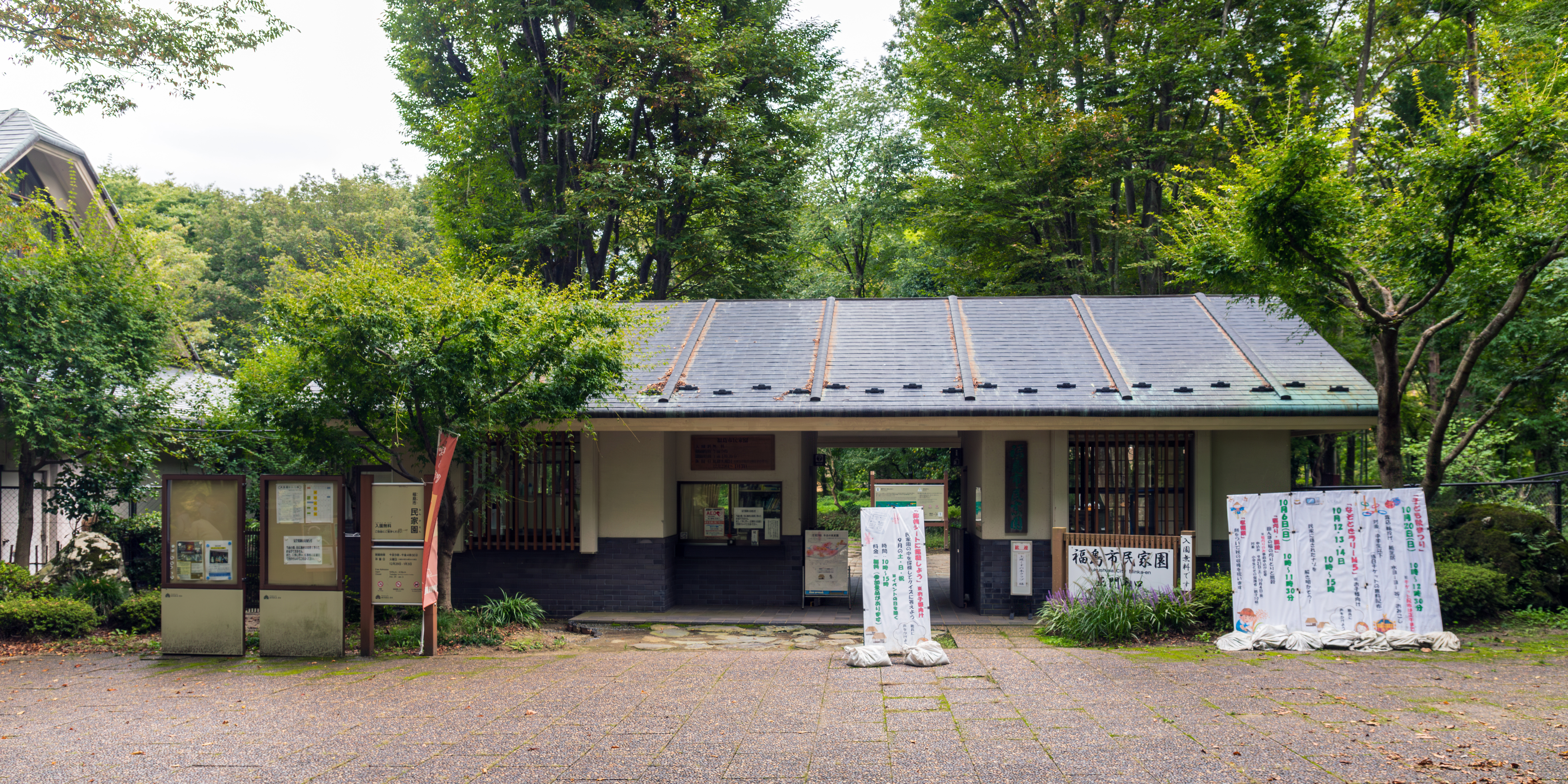
福島市民家園 入口

福島市民家園（ふくしまし みんかえん）は、福島県福島市にある野外博物館（民家園）である。

## 解説
福島県あづま総合運動公園の一角に位置し、江戸時代中期から明治時代初期にかけて建築された民家などの建物を移設、復元して展示している。敷地面積は約11ヘクタール。福島市を中心とした県北地方の民家をはじめ、会津地方の曲屋や井戸、ばったら小屋といった庶民の生活に必要な施設、唐箕、千歯扱きといった民具の展示も行われている。小学生などの歴史、生活分野での校外学習に使われるほか、伝統的な民芸品作りやどんど焼きなどといった年中行事の伝承活動も開かれる。敷地には多数のアヤメが栽培されているほか、モミジやカエデなども見られ、秋は紅葉で彩られる。
1970年（昭和45年）、市内南部の松川町、旧奥州街道沿いに所在した鈴木家住宅（馬宿「赤浦屋」）が神奈川県川崎市の日本民家園に解体運搬され、翌年復原されたことが契機となり、福島市においても民家の保存施設の設置が構想された。1979年（昭和54年）より文化財保存施設および教育施設として建設が進められ、1982年（昭和57年）8月に開園した。

## 施設
- 展示館
- 体験広場
- 旧佐久間家板倉（市指定有形民俗文化財）
  - 市内佐倉下にあった籾蔵で、市内では珍しい大型の板倉である。
- 旧小野家住宅（市指定有形文化財）
  - 伊達市伏黒にあった養蚕農家。
- 旧筧家宿店（市指定有形文化財）
  - 市内上鳥渡にあった旅人宿。会津街道と米沢街道の分岐点に建っており栄えたが、万世大路の開通と奥羽本線・岩越鉄道（現在の磐越西線）の開通により旅客が激減、廃業した。
- 元客自軒（旧紅葉館）（市指定有形文化財）
  - 市内北町にあった割烹旅館。隣の金沢屋で発生した世良修蔵襲撃事件の後に世良を引き立てた建物である。
- 旧広瀬座（国の重要文化財）
  - 伊達市梁川町にあった芝居小屋。
- 旧阿部家住宅（県指定重要文化財）
  - 市内大笹生にあった農家の住宅。
- 旧渡辺家住宅（市指定有形文化財）
  - 市内上名倉にあった農家であり、かつては庄屋だったとも言われている。
- 旧奈良輪家住宅（県指定重要文化財）
  - 市内山田にあった農家の住宅。
- 旧赤間家板倉
  - 市内笹木野にあった籾蔵。
- 旧菅野家住宅（県指定重要文化財）
  - 市内松川町にあった農家。
- 旧馬場家住宅（市指定有形文化財）
  - 南会津郡南会津町にあった農家。会津地方特有の曲家である。
- ばったら小屋
- 便所・五右衛門風呂
- 車井戸
- 火の見櫓
- 消防ポンプ小屋
  - 市内飯坂町東湯野にあったもの。
- 撥ね釣瓶
- 橋銭小屋
  - 須川に架けられていた五銭橋の料金徴収用の小屋を復元したもの。
- 霞堤
  - 現在は園路の一部として堤頂が利用されている。